# Perispirito
Nello spiritismo, il perispirito rappresenta il corpo usato dallo spirito per connettersi alle percezioni create dal cervello. Il termine può essere ritrovato nella vasta terminologia impiegata in origine da Allan Kardec nella sua bibliografia riguardo allo spiritismo. Il suo primo utilizzo risale al commento di Kardec ad una risposta data dagli spiriti alla 93ª domanda de Il libro degli spiriti.
Fu un concetto innovativo, dato che lo spirito non era mai stato concepito in una maniera simile, e Kardec, in seguito, fu costretto a sviluppare ulteriormente tale concetto, soprattutto dando delle fondamenta "scientifiche" alla sua teoria. Studiò le proprietà di ciò che all'epoca veniva definito come "fluido" (come l'elettricità, il magnetismo e il calore) e ampliò le ricerche verso ciò che definiva "psichico" o "fluidi spirituali", termini ancora oggi utilizzati.

## Proprietà
Nell'opera Il libro dei medium, Kardec descrisse il perispirito come un "corpo fluido" con le seguenti proprietà:
- È costituito dal "Fluido cosmico universale", che in diverse densità e stati rappresenta la fonte di tutta la materia
- È racchiuso dello spirito propriamente detto
- Dona allo spirito un aspetto ispirato alla sua precedente vita e al suo stato attuale, servendo come una forma attraverso la quale gli spiriti posso vedersi l'un l'altro
- Emana emanazioni "fluidiche" che possono influenzare l'ambiente circostante
- Essendo "sottile" e semi-materiale, può agire come un legame tra il corpo fisico (materiale) e lo spirito (immateriale)
- Permette allo spirito di agire in una certa misura sulla materia diversa dal suo corpo
- È in costante mutamento, dato che lo spirito progredisce e può essere eventualmente danneggiato o distrutto
- Il perispirito non sarà più necessario quanto tutti gli spiriti raggiungeranno la perfezione.

## Importanza per il medium
Il perispirito gioca un ruolo chiave nel fenomeno medianico, che effettivamente coinvolge l'interazione del perispirito del medium e quello di uno spirito privo di corpo.
Quando invitati nel nostro piano dell'esistenza da un medium, "gli spiriti che popolano i mondi di un livello superiore al nostro [...] sono obbligati a vestirsi con" un tessuto composto da perispirito.
"Gli spiriti più elevati, quando vengono a visitarci, assumono un perispirito terrestre, che tengono durante il periodo in cui rimangono tra noi".
"Secondo Kardec, è tramite il perispirito che gli spiriti disincarnati [...] possono muovere gli oggetti" e di conseguenza, il perispirito è responsabile per i poltergeist.

## Concezione New-Age
A causa del sincretismo, alcune varianti dello spiritismo accettano il perispirito come un "corpo" reale in possesso dei centri energetici, definiti più o meno nello stesso modo in cui la teosofia e lo yoga definiscono i chakra, rendendo quindi il concetto perispirito simile a quello di corpo astrale, un concetto sconosciuto a Kardec.
Secondo questa visione orientaleggiante, il perispirito ha la funzione di modellare il corpo fisico (in greco σῶμα, soma; in sanscrito देह, deha) in base al modello determinato dal karma, al quale ciascun chakra si collega a una ghiandola e al sistema nervoso. Il perispirito potrebbe usare i chakra per comandare il corpo e ricevere da esso delle impressioni sensoriali.

## Tessuto dell'anima nello gnosticismo
Nella soteriologia dei mandei, l'anima del defunto, appena entra nella Casa della vita, "riceve un tessuto e una corona", dove il tessuto equivale al perispirito e la corona all'aureola.
La "metafora dell'anima come tessuto" rappresenta un luogo comune nel misticismo russo.